# Gaio Sempronio Gracco
Gaio Sempronio Gracco (in latino: Gaius Sempronius Gracchus, pronuncia classica o restituta: [ˈɡaː.ɪ.ʊs sɛmˈproː.ni.ʊs ˈɡrak.kʰʊs]; Roma, 154 a.C. – Roma, 121 a.C.) è stato un politico romano.
Fratello del tribuno della plebe Tiberio, nel 123 a.C., dieci anni dopo la morte del fratello maggiore, volle riprendere la sua opera di riforma sociale.

## Biografia
Poiché Gaio appariva intenzionato a continuare l'opera del fratello defunto Tiberio, gli ottimati lo nominarono questore, inviandolo in Sardegna ad amministrare le finanze, in modo che la sua distanza da Roma, unita al fatto di ricoprire già un incarico politico, gli impedisse di candidarsi a tribuno della plebe. Gaio rimase nella provincia sarda per due anni, dopo di che tornò a Roma e si candidò. Accusato di comportamento illegale, così si difese:
Nel 123 venne eletto tribuno della plebe, carica nella quale venne confermato l'anno seguente.

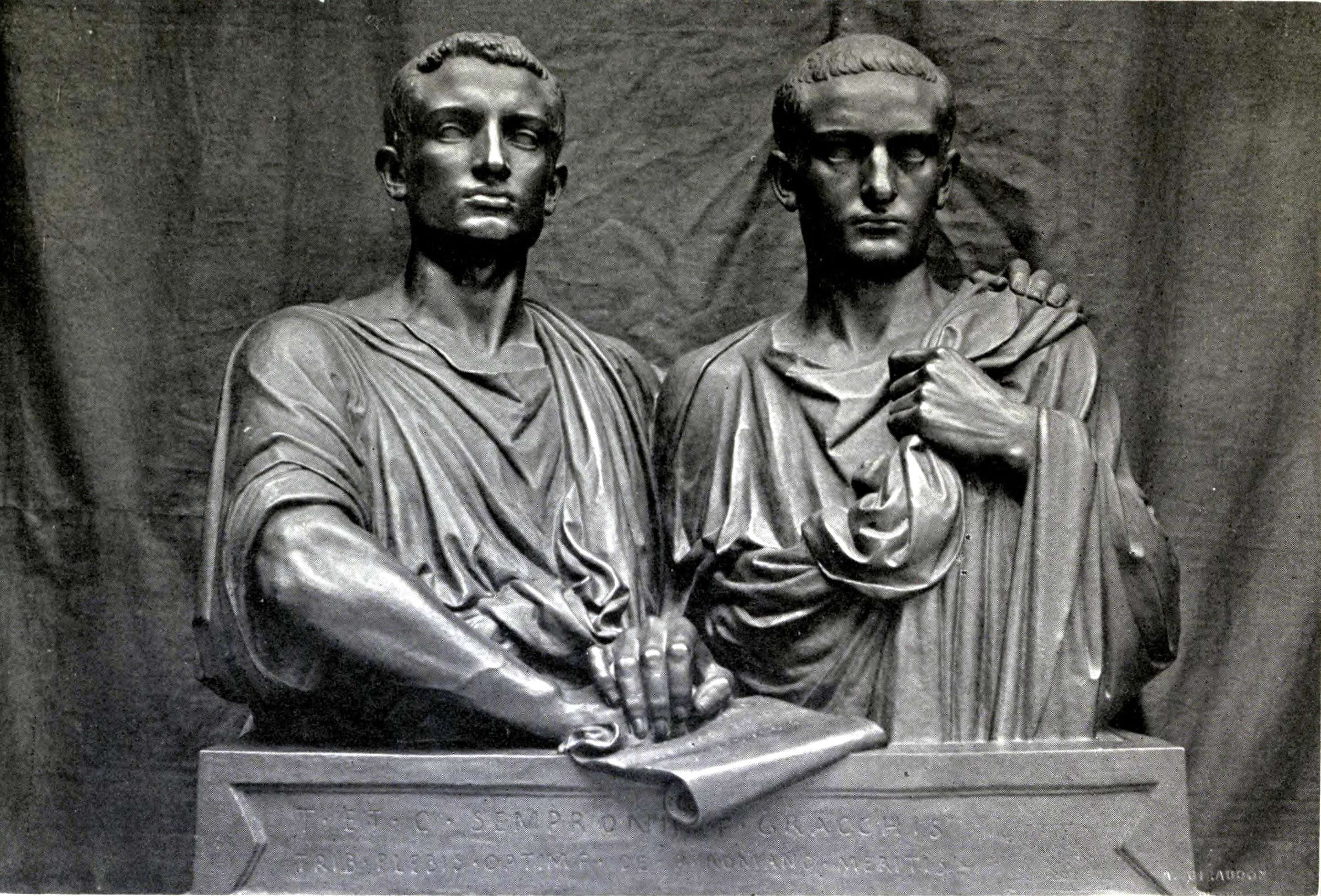
Eugène Guillaume, I Gracchi (Museo d'Orsay)

Gaio cercò di opporsi al potere esercitato dal senato romano e dall'aristocrazia, attuando una serie di riforme favorevoli ai populares, ovvero al proletariato, che si era riversato nell'Urbe dopo l'espansione territoriale delle guerre puniche, composto in parte dagli abitanti delle nuove provincie conquistate, in parte dai piccoli agricoltori italici che non potevano competere con i bassi prezzi delle derrate provenienti dalle province (Sicilia, Sardegna, Nord Africa).
Durante il secondo tribunato proseguì la politica agraria del fratello, permettendo la vendita di grano a prezzo ridotto.
Promosse inoltre la deduzione di varie colonie:
- Minervia presso Scolacium,
- Neptunia presso Tarentum,
- una presso Capua (dubbia),
- Iunonia presso il sito della città di Cartagine, rasa al suolo dai romani nel 146 a.C., al termine della Terza guerra punica.[2]

La rilevanza storica di Gaio è legata tuttavia essenzialmente alle sue leges Semproniae.

### Le «Leges Semproniae»
Durante la sua carica Gracco fece approvare tramite plebisciti diverse leggi  tra le quali:
- Lex Sempronia agraria che dava maggior vigore a quella del fratello mai abrogata assegnando ai cittadini romani ingenti porzioni dell'agro pubblico romano in Italia, compreso quello dei privati proprietari di terre oltre i 500-1000 iugeri.
- Lex de viis muniendis: piano di costruzioni di strade per agevolare i commerci e dare lavoro alla plebe con un programma di opere pubbliche;
- De tribunis reficiendis, con cui si stabiliva la rieleggibilità dei tribuni della plebe;
- Rogatio de abactis, con cui si toglieva l'elettorato passivo al tribuno destituito dal popolo. Era questa una legge indirizzata a colpire il tribuno Caio Ottavio che si era opposto alla lex Sempronia agraria. Lo stesso Gaio ritirò questa legge.
- Lex de provocatione, che vietava la condanna capitale di un cittadino senza regolare processo;
- Lex frumentaria, che disponeva la distribuzione di grano a basso prezzo ai cittadini bisognosi di Roma;
- Lex iudiciaria, che trasferiva la carica di giudice dai senatori ai cavalieri. La corruzione delle province era ormai un problema diffuso. I governatori, d'accordo con i pubblicani, gonfiavano i tributi da riscuotere e se ne intascavano i profitti. I governatori erano sottoposti al controllo del Senato ma spesso erano loro stessi senatori e a nulla era valso, nel 149 a.C. un tribunale creato proprio per questi casi. Gaio Gracco propose che i tribunali fossero assegnati all'ordine equestre, sfruttando la forte rivalità esistente tra le due fazioni.
- Lex de coloniis deducendis per la deduzione di nuove colonie.[4]
- Lex de provinciis consularibus, che imponeva al senato di stabilire prima delle elezioni dei consoli quali provincie dovessero essere loro assegnate per impedire che un console avverso al senato fosse allontanato da Roma;
- Lex militaris, che stabiliva che l’uniforme dei soldati fosse a carico dello Stato e vietava l'arruolamento prima dei 18 anni.
- Lex Sempronia de capite civis, che era tesa a vietare la formazione di corti straordinarie (quaestiones extraordinariae) per Senatus consultum riportando la decisione su tale materia al popolo (provocatio ad populum).
- Lex Sempronia de provincia Asia, che mirava a cercare l'appoggio dei cavalieri. Rendeva infatti i terreni della provincia d'Asia ager publicus populi romani e sottraeva l'appalto delle tasse ai governatori assegnandolo a pubblicani facenti parte dell'ordine equestre.
- Riconfermò, anche, la lex agraria fatta dal fratello Tiberio nel 133 a.C

In seguito all'introduzione dei comizi tributi ed all'assegnazione delle province, Gracco propose nel maggio del 122 a.C. la concessione della cittadinanza romana, cioè cives optimo iure, ai latini e di quella latina, cioè la condizione di cives sine suffragio, agli italici.

### La morte

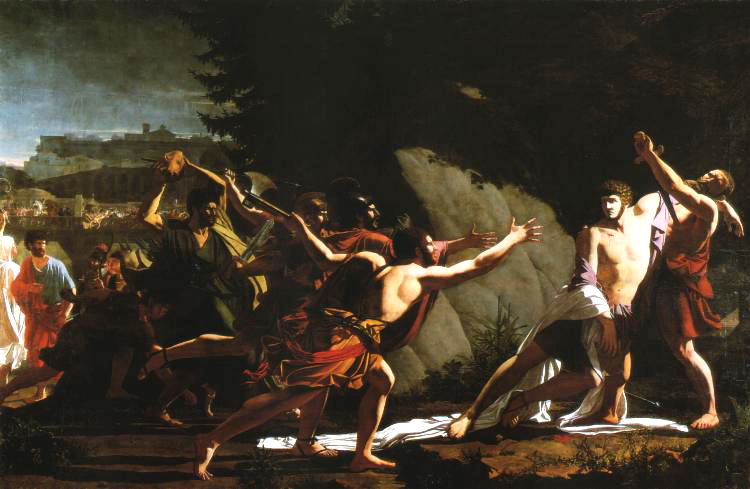
La morte di Gaio Gracco, dipinto di Jean-Baptiste Topino-Lebrun, 1792

L'opposizione al suo disegno di legge trovò concordi il Senato (che trovava così il modo di liberarsi di un pericoloso rivale), la maggior parte dei cavalieri e pressoché tutta la plebe, gelosa dei propri privilegi.
Gaio perse molta della sua popolarità e non fu rieletto al tribunato e dovette difendersi da accuse pretestuose come quella di aver dedotto nuovamente Cartagine, atto che gli indovini avevano dichiarato come infausto. Gaio, il giorno della votazione relativa all'abrogazione proposta dal senato della legge riguardante la fondazione, si presentò all'assemblea per difenderla. I nobili, capeggiati da Publio Cornelio Scipione Nasica Serapione gli gettarono contro il collega Marco Livio Druso e il triumviro Gaio Papirio Carbone. Scoppiarono una serie di disordini che il nuovo console Opimio, eletto dal partito oligarchico, ebbe mano libera di reprimere. Negli scontri Scipione Nasica si vantò di aver ucciso Tiberio Gracco, ma si rese così odioso al popolo romano che lo costrinse a lasciare Roma .
(Citato in Flavio Sosipatro Carisio, Ars grammatica)
Gaio e i suoi sostenitori si rifugiarono sull'Aventino per resistere armati, ma quando Opimio promise l'impunità a chi si fosse arreso e consegnato, l'ex tribuno, rimasto quasi solo, si fece uccidere dal suo schiavo Filocrate  nel lucus Furrinae sul Gianicolo. Una feroce repressione portò alla morte nelle carceri di quasi 3000 dei suoi partigiani. La memoria dei Gracchi fu maledetta e alla madre fu proibito d'indossare le vesti a lutto per il figlio defunto.
Il luogo della morte di Gaio cadde da quel momento nell'oblio, si trattava infatti di un bosco sacro profanato dallo spargimento del sangue del Gracco. Tra le ipotesi in campo quella che l'area divenne proprietà privata, il che giustificherebbe la scomparsa non solo delle citazioni di tale area sacra ma anche dei riferimenti alla ninfa Furrina. Ipotesi che trova concreta conferma nel successivo esproprio da parte di Caio Giulio Cesare che ne fece i propri horti. Inoltre, da questo momento inizia l'associazione della ninfa Furrina a Ecate divinità ctonia ben riconducibile a specifici ambienti aristocratici italico-safini della società romana. Tale fase venne poi eclissata col temporaneo subentro del culto di Giove Eliopolitano che aveva il suo centro in Heliopoli, nell'odierno Libano, regione cara ai Severi e particolarmente a Elagabalo.

## Curiosità
- Aulo Gellio racconta che Gaio, durante le proprie orazioni pubbliche, si faceva coadiuvare da un suonatore di flauto, per accordare la propria voce a seconda del tono che doveva assumere l'orazione.[10]